# Josep Tenas
Josep Tenas i Alivés (San Baudilio de Llobregat, 1892 - Barcelona, 1943) fue un escultor español.

## Biografía
Estudió en la Escuela de la Llotja con Pere Carbonell y Antoni Alsina, y amplió su formación en París con Antoine Bourdelle. Con la Asociación Escolar Artística concurrió con una caricatura a la Exposición de Retratos y Dibujos de 1910. Fue desde 1916 profesor de modelaje y vaciado en la Llotja. Participó en las Exposiciones de Arte de Barcelona de 1920 y 1921, obtuvo un diploma de honor en la Exposición Internacional de 1929 y participó en la Nacional de 1942. Tiene alguna obra pública en Barcelona, como la Fuente de la Caperucita en el Paseo de San Juan, pero destacó sobre todo por sus bustos y retratos, de sólida sobriedad.

## Obras
- Fuente de la Caperucita (1921), Paseo de San Juan/Rosellón, Barcelona.
- Pescador (1928), Plaza de Cataluña, Barcelona.
- Cristóbal Colón acompañado por su hijo pidiendo pan y agua en la puerta de Santa María de la Rábida (1929), en el Monumento a Colón, Barcelona.[2]